# Iglesia de Santa Teresita (Quito)
La iglesia de Santa Teresita es un templo católico de estilo neogótico ubicado en el barrio de La Mariscal en el centro norte de Quito, Ecuador. Fue inaugurada el 19 de marzo de 1956.

## Historia
La construcción empezó en 1938 y estuvo a cargo del hermano Mariano de San José Riocerezo. Los costes de la obra se cubrieron mediante las donaciones de vecinos del barrio.
Fue inaugurada el 19 de marzo de 1956.

## Galería

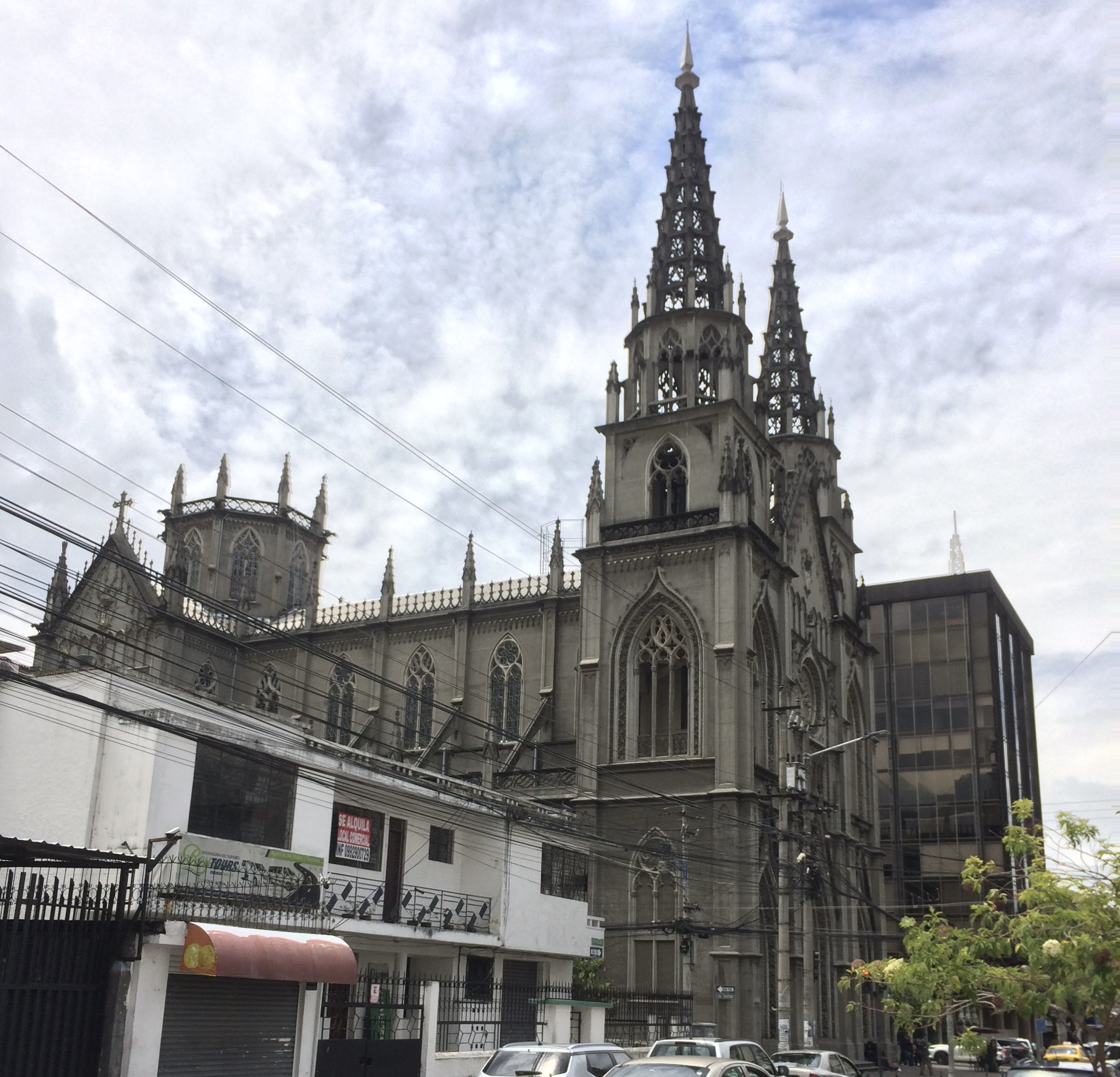
Vista lateral.
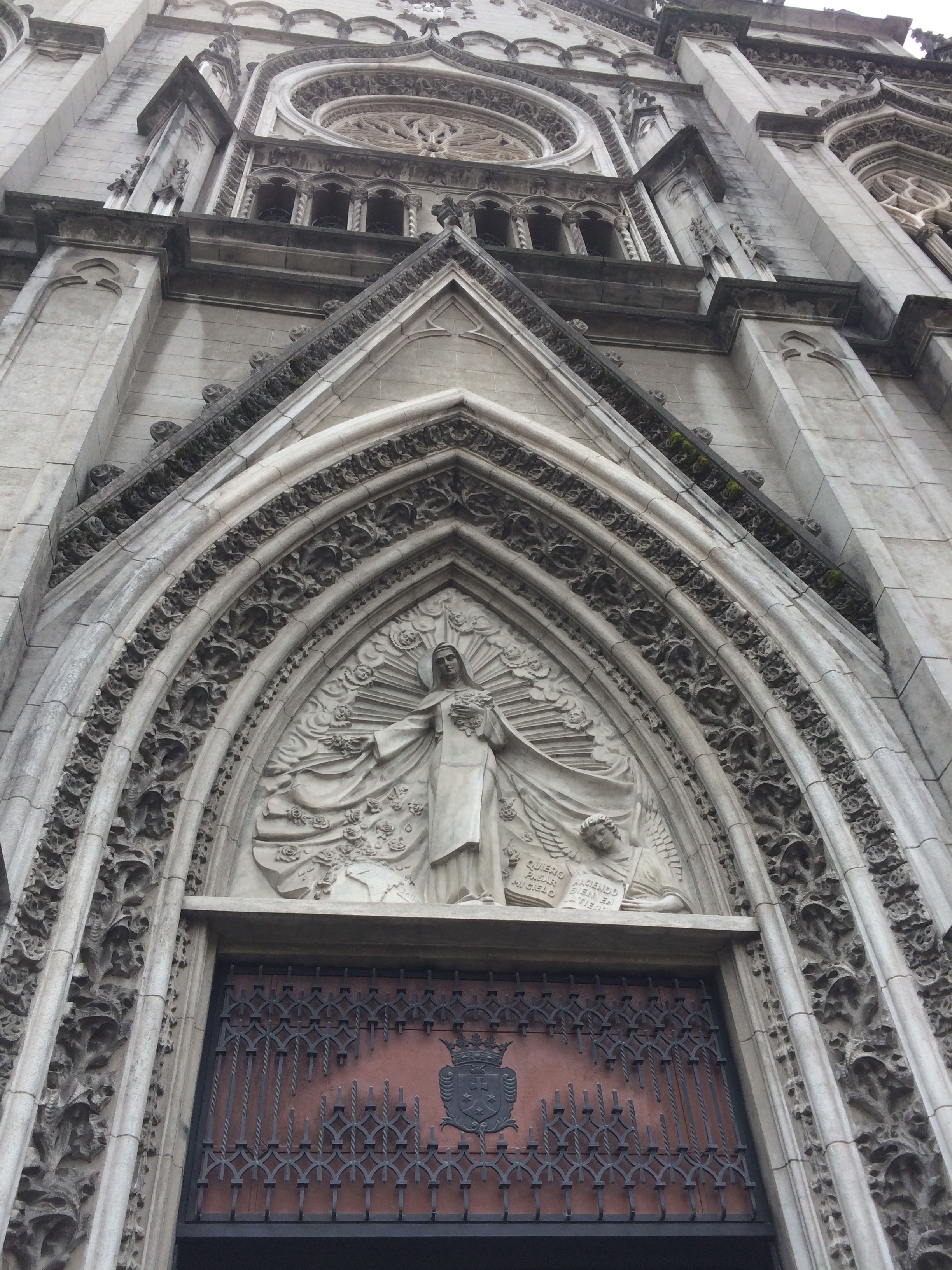
Portada central, detalle del tímpano.
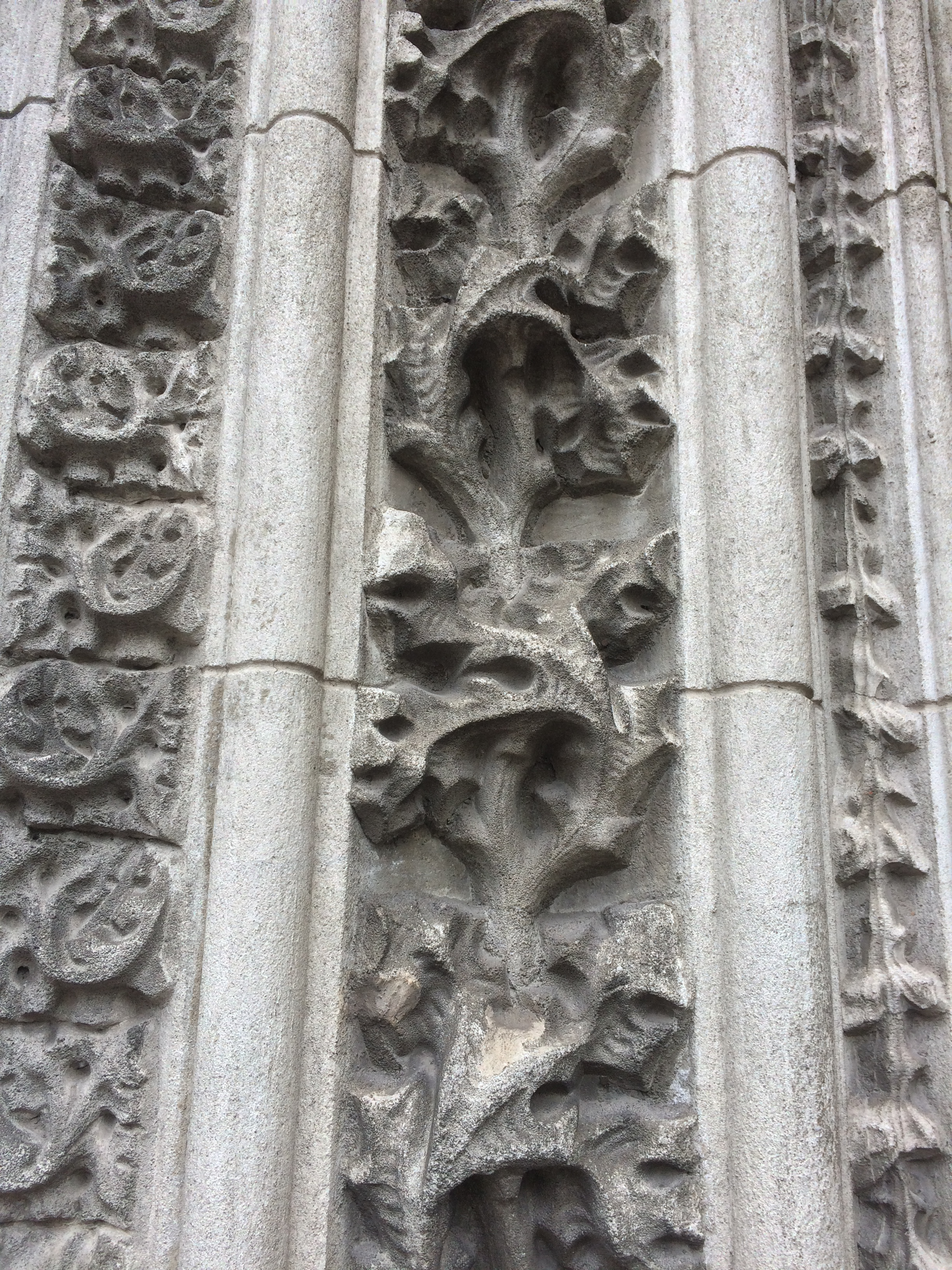
Detalle de la portada central.
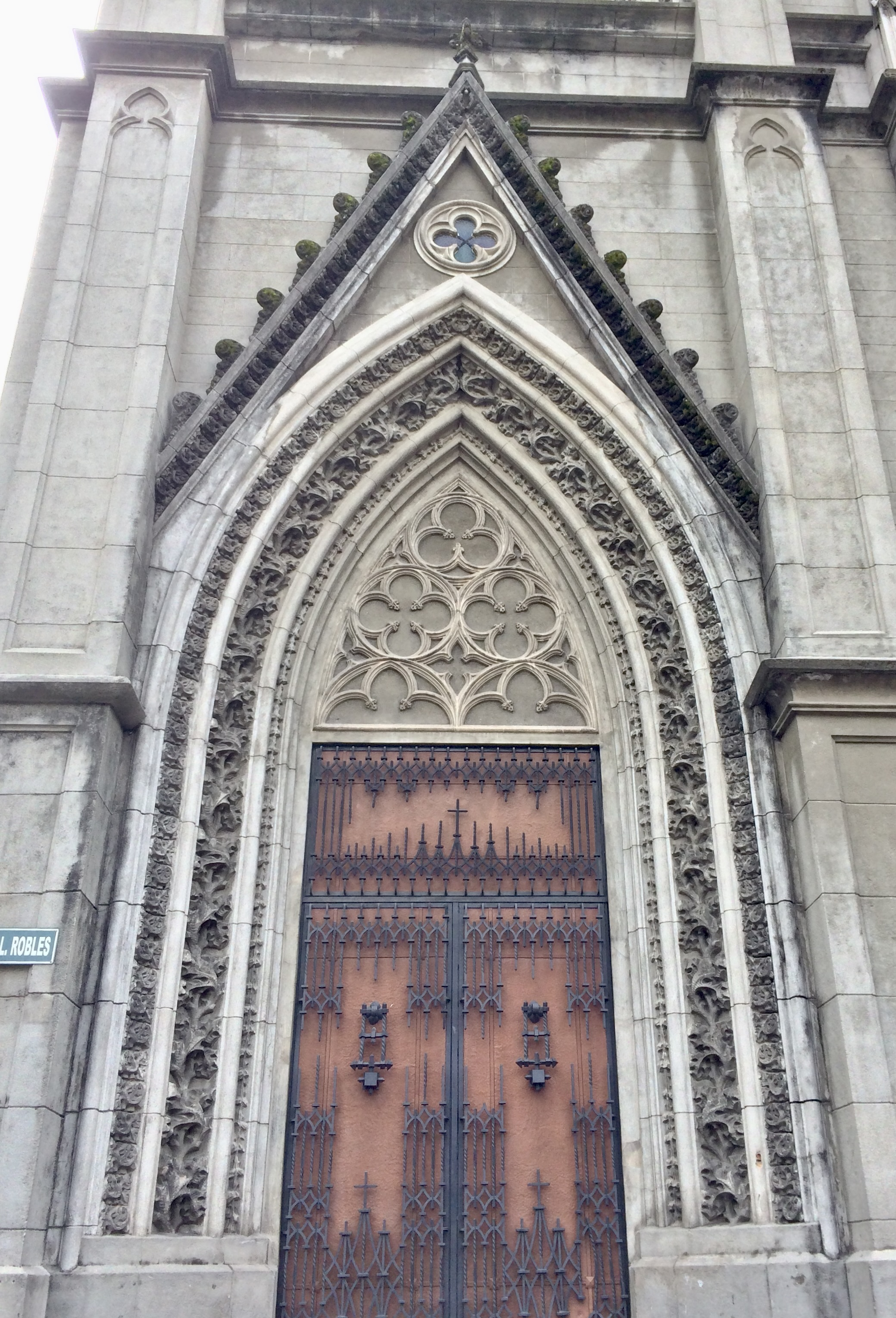
Portada izquierda.
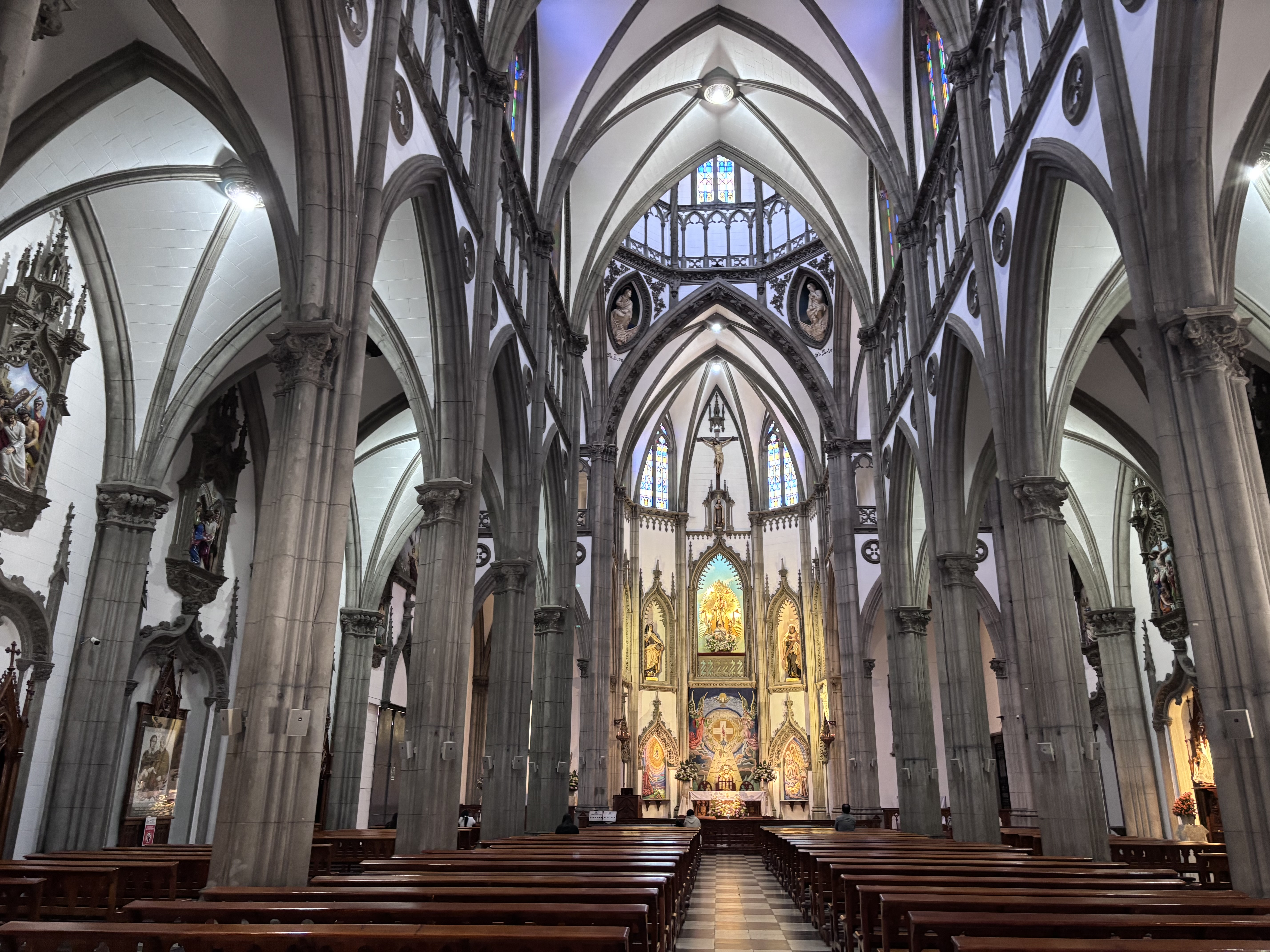
Interior, nave central.
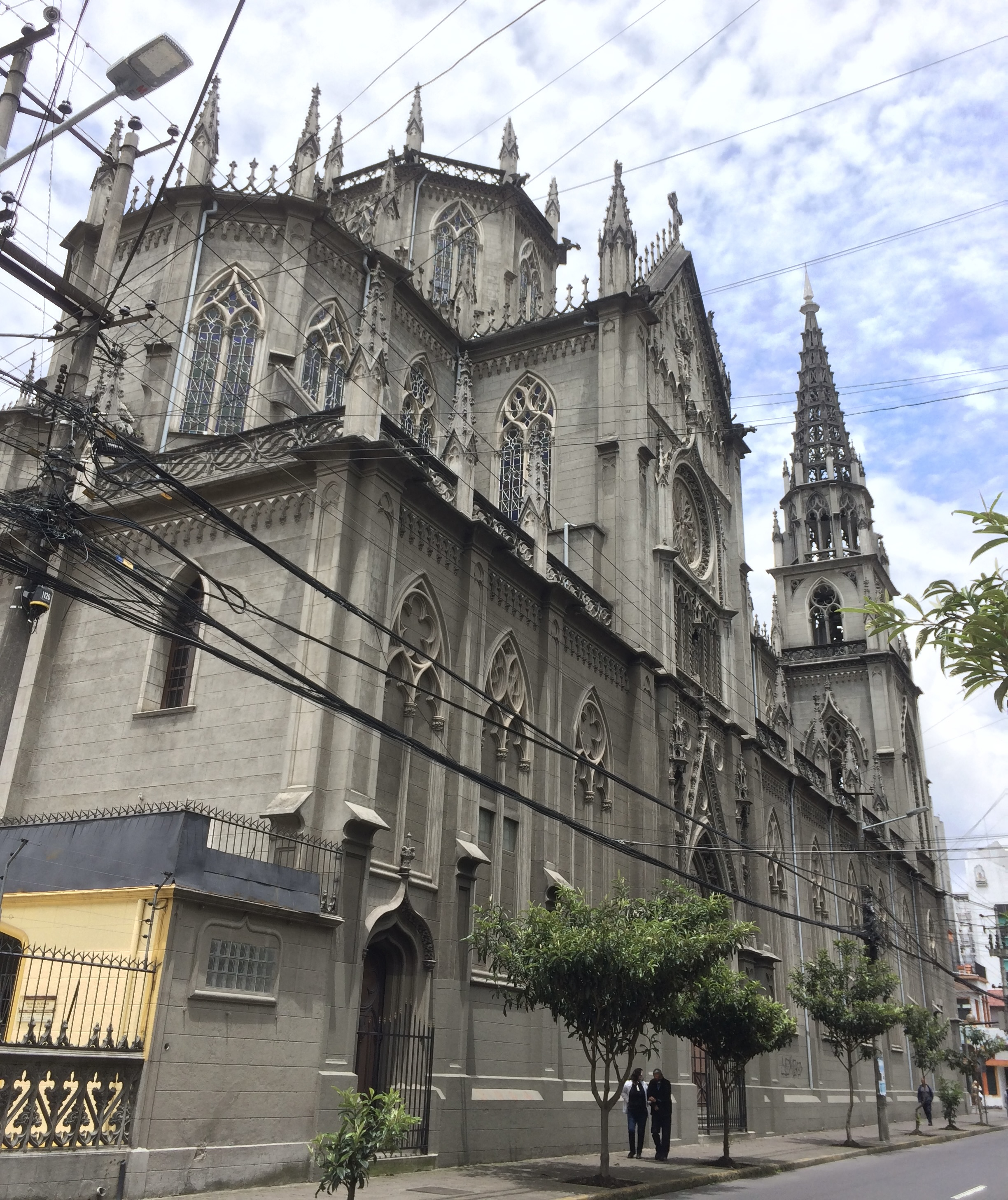
Vista posterior.